# TV-reklam
Denna artikel handlar om juridiska och ekonomiska aspekter av alla former av reklam i TV. Se reklamfilm för reklamfilmen som uttrycksform.
Reklam i TV förekommer bland annat i form av reklamavbrott som innehåller reklamfilmer. För kanalen är reklamavbrottets huvudsyfte att generera intäkter, medan huvudsyftet för annonsören är att exponera sin produkt för maximalt antal individer inom relevanta målgrupper.
Vanligtvis avslutas reklamavbrottet med en eller flera trailrar för kommande program på samma TV-kanal.

## Historia

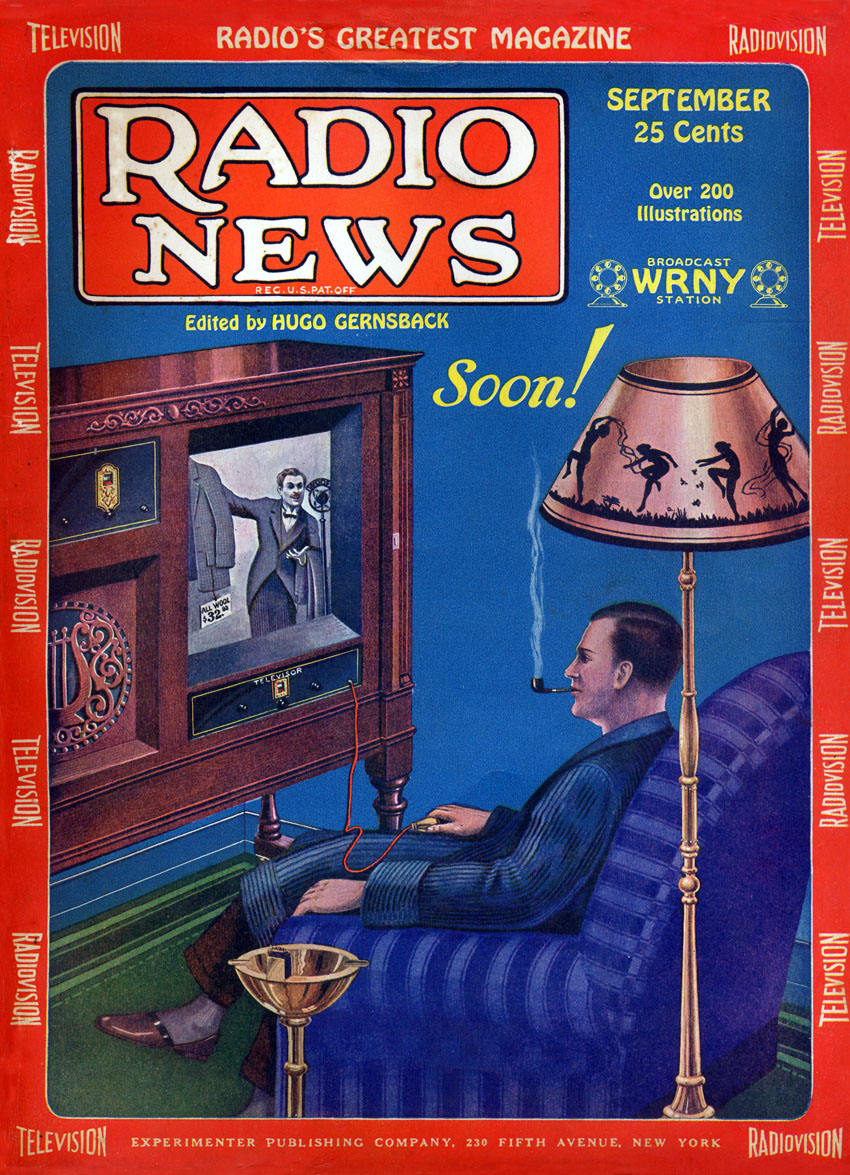
TV var ännu bara på experimentstadiet 1928, men tanken på att marknadsföra varor med mediet fanns redan.

Reklamavbrottet som sådant startade i USA. Fenomenet fick störst spridning bland de TV-serier som sändes på dagtid med hemmafruar som primär målgrupp och som ofta innehöll reklam för tvål och såpa. Därav termen soap opera, på svenska tvålopera (såpa).
Snart etablerades ett system där TV-programmens manus skrevs med tanke på reklamavbrotten, och varje akt avslutades med en cliffhanger. Det systemet tillämpas fortfarande i USA, även om antalet reklamavbrott har varierat under åren. Det vanligaste systemet är att en timmes Slot har fem eller sex akter och fyra eller fem reklamavbrott, plus ett före och ett efter programmet. En halvtimmes-slot har oftast tre akter.
Första TV-reklam att visas i Storbritannien blev reklamen för S.R. Toothpaste den 22 september 1955 i ITV.

## Reklamavbrott i Sverige
I Sverige har reklamfilmer visats på biografer sedan 1910-talet, men bara innan filmen börjar. I september 1956 inledde Sveriges Television regelrätta sändningar och svenska politiker hade då tagit beslutet att de statliga monpolsändningarna skulle vara reklamfri. I slutet av 1980-talet började TV-reklam riktad till tittare i Sverige sändas från andra stater, där reklam var tillåtet. Exempelvis började TV3 sända från Storbritannien vid starten 1987.
Även kommersiell radio har ökat i popularitet i Sverige, med stationer som Mix Megapol och Rix FM.
Begränsningar i de svenska reglerna för reklamsändning innebar bland annat att man i det svenska marknätet inte fick sända alkoholreklam eller reklam riktad till barn, att mängden tillåten reklam var begränsad och, framförallt, att program inte fick avbrytas för reklam.
Med hjälp av satellitsändningar fanns det dock en möjlighet att kringgå dessa striktare regler. Om sändningarna utgick från ett land med mer liberala reklamregler, såsom Storbritannien eller Luxemburg, kunde de svenska reglerna kringgås och man fick möjlighet att avbryta program för reklam, sända barn- och alkoholreklam och sända mer reklam.
När TV3 började sända i december 1987 sände man ursprungligen från London för att kringgå den dåvarande lagstiftningen som rådde i Sverige.
I Sverige etablerades under 1990-talet flera kommersiella kanaler med reklam som huvudsaklig inkomstkälla. TV4-gruppen sände ut TV4 från Sverige och i det svenska marknätet och kunde därför inte avbryta program för reklam, medan exempelvis Modern Times Group (TV3) och dåvarande SBS med Kanal 5 sände från Storbritannien och kunde utnyttja de friare reklamreglerna (signalen för Kanal 5 sändes ursprungligen från Luxemburg).
För att kringgå förbudet mot att avbryta program för reklam började dock TV4-gruppen lägga in småprogram i avbrotten i TV4, och även sända nyheter under avbrotten i samband med långfilm på kvällarna. Dessa korta program gav TV4-gruppen möjlighet att helt lagligt sända reklam både före och efter småprogrammet. Något förbud mot att dela upp ett program i flera delar och sända dem vid olika tidpunkter fanns nämligen inte.
Genom ökad tillgång på kabelnät, satellit-tv och marksänd digital-tv blev den distributionsfördel som TV4-gruppen hade med TV4, allt mindre och i takt med detta upplevdes de olika spelreglerna som alltmer orättvisa. Detta slutade den 1 april 2002 med att Radio- och TV-lagen ändrades så att även TV4-gruppen skulle få möjlighet att bryta program för reklam i deras TV-kanaler.
Reglerna för svensk tv-reklam var dock fortfarande striktare än de brittiska. I svenska kanaler fick maximalt tio procent av den sammanlagda programtiden bestå av reklam, vilket innebär i snitt sex minuter per timme. Det finns även regler om hur många avbrott som kan läggas i ett program och hur långt avstånd det ska vara mellan dem. Begränsningen av mängden reklam bestod också. Kanaler som sänder från svensk mark måste även markera början och slutet av ett reklamblock med en särskilt vinjett.
I februari 2007 meddelade Sveriges kulturminister Lena Adelsohn Liljeroth att Sveriges regering hade för avsikt att EU-anpassa reklamreglerna så att TV4-gruppen skulle kunna sända lika mycket reklam som Modern Times Group (bland andra TV3) och ProSiebenSat.1 Media ( bland andra Kanal 5) .
I en utdragen rättegång stämde Claes Eriksson och Vilgot Sjöman TV4-gruppen för att de lagt in reklam i deras filmer. Tingsrätten gav upphovsrättsinnehavarna rätt men TV4-gruppen överklagade till hovrätten. Hovrätten gav de båda, Vilgot Sjöman postumt, rätt i ett domslut den 12 april 2006. TV4-gruppen har aviserat att de ämnar överklaga.
SVT får inte sända reklam över huvud taget. De får dock sända sponsorskyltar i samband med sportsändningar och större evenemang som sänds inom Eurovisionen, något som ibland skapat debatt. Reklamreglerna har i praktiken inneburit att ett halvtimmeslångt program har ett reklamavbrott och sänds i två akter. Ett program i en entimmesslot har två reklamavbrott, det vill säga tre akter.
Från 1 augusti 2010 förändrades reklamreglerna i Sverige till standard enligt EU vilket ger TV4-gruppen möjligheten att kunna anpassa reklamavbrotten utifrån programmets handling och själva få styra hur lång tid det ska gå mellan dem. Ändringen av lagen gjorde det också möjligt att TV4-gruppen får placera in fler och kortare reklampauser i TV-programmen, men med lika mycket reklamtid som förut.
Regeln om 12% reklamtid försvann samt regeln mot barnreklam, TV4 och Kanal 5 hade dock bekräftat att man inte tänkt sända reklam riktad till barn i fortsättningen.
Enligt Sveriges radio- och tv-lag (2010; reviderad 2020) får reklam sändas 20 % av tiden mellan 06:00-24:00, reklam får inte syfta till att fånga uppmärksamhet hos barn under tolv år och det är inte tillåtet med reklam för modersmjölksersättning, alkohol och tobak.

## Källhänvisningar
1. ↑  ”1950's Commercials”. Whirligig-tv.co.uk. 22 september 1955. http://www.whirligig-tv.co.uk/tv/adverts/commercials.htm. Läst 19 augusti 2009.
2. ↑  ”Tönten i svensk TV-reklam (läst 2 april 2011)”. Arkiverad från originalet den 8 augusti 2014. https://web.archive.org/web/20140808044251/http://epubl.ltu.se/1402-1773/2006/146/LTU-CUPP-06146-SE.pdf. Läst 2 april 2011.
3. ↑  Jenny Ahlfort, Therese ÷reteg (25 februari 2005). ”Socialstyrelsen rekommenderar”. Stockholms universitet. sid. 22. http://www.diva-portal.org/smash/get/diva2:195854/fulltext01.pdf. Läst 3 maj 2021.
4. ↑  ”Regeringen vill ändra tv-reklamregler”. Sveriges Radio. 15 februari 2007. Arkiverad från originalet den 30 september 2007. https://web.archive.org/web/20070930223040/http://www.sr.se/cgi-bin/ekot/artikel.asp?artikel=1203927.
5. ↑  Malin Ekman (31 juli 2010). ”Nya lagen ger mer reklam i TV”. Dagens nyheter. http://www.dn.se/ekonomi/nya-lagen-ger-mer-reklam-i-tv/. Läst 1 augusti 2010.
6. ↑  ”Sveriges riksdag Radio- och tv-lag (2010:696)”. https://www.riksdagen.se/sv/dokument-lagar/dokument/svensk-forfattningssamling/radio--och-tv-lag-2010696_sfs-2010-696. Läst 26 mars 2021.